# Hypsiboas rosenbergi
Hypsiboas rosenbergi är en groddjursart som först beskrevs av George Albert Boulenger 1898.  Hypsiboas rosenbergi ingår i släktet Hypsiboas och familjen lövgrodor. IUCN kategoriserar arten globalt som livskraftig. Inga underarter finns listade i Catalogue of Life.